# Valle de Ferganá

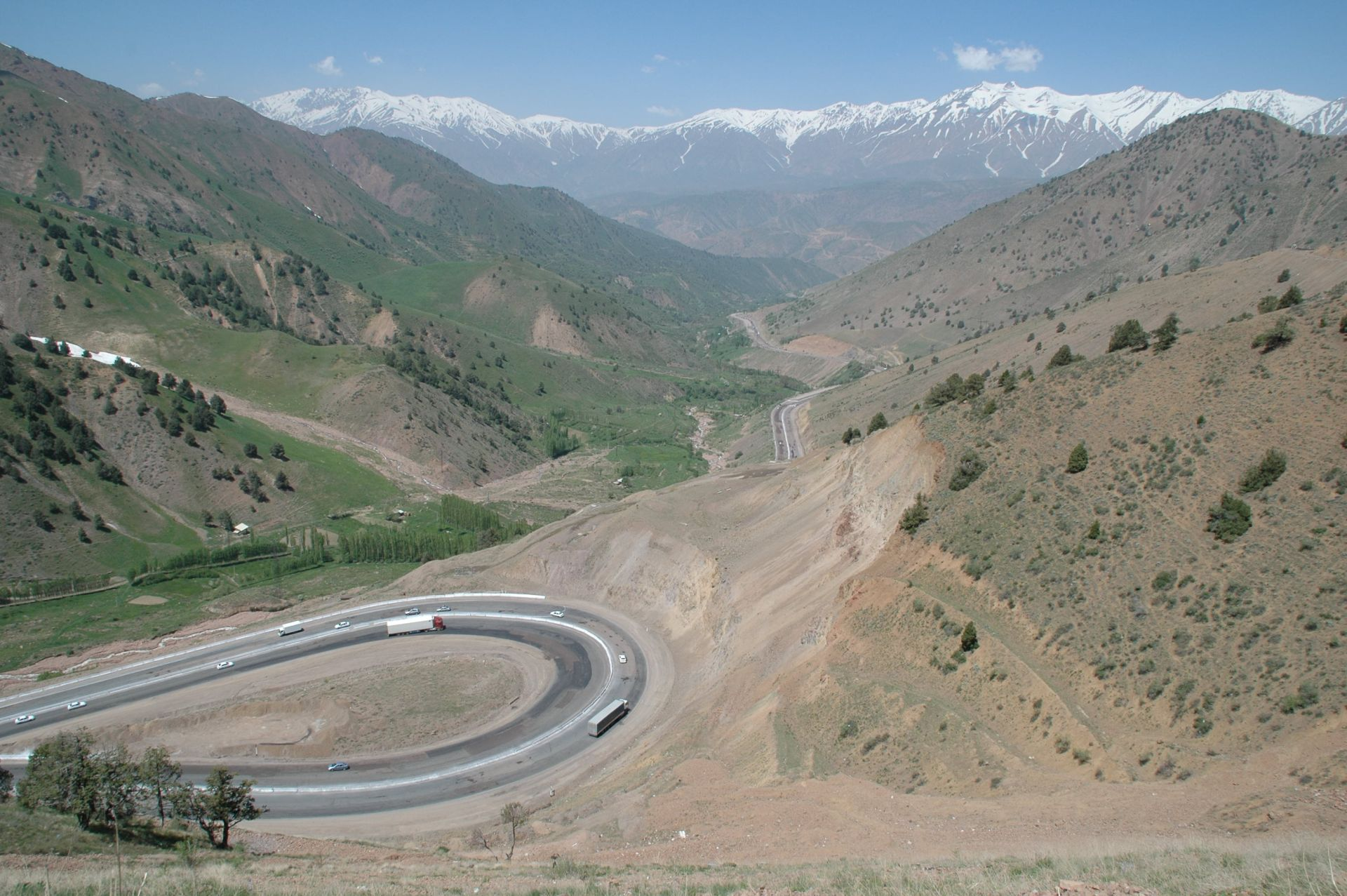
Autopista al valle de Ferganá que pasa sobre el paso Kamchik (2267)

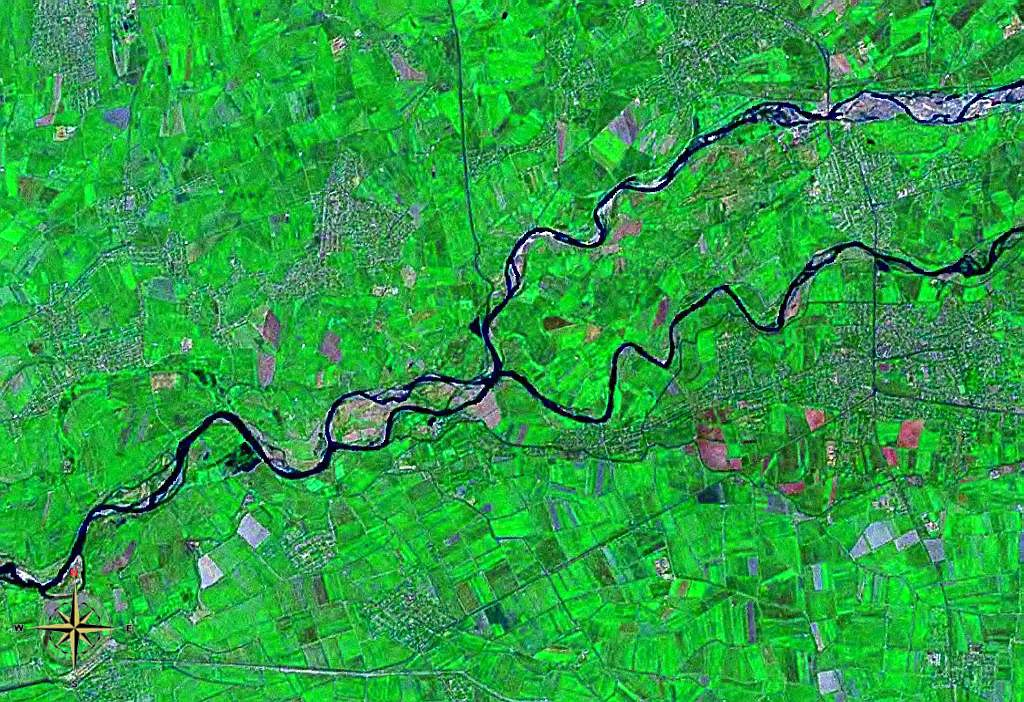
Confluencia de los ríos Naryn y Kara Daria.

El valle de Ferganá (en uzbeko: Farg‘ona vodiysi; en kirguís: Фергана өрөөнү; en tayiko: водии Фaрғонa; en ruso: Ферганская долина; en persa: وادی فرغانه‎) es una depresión intramontana de Asia Central, localizada entre la cordillera del Tien Shan al norte y las montañas Alai al sur. Largo valle triangular en una región a menudo seca, Ferganá es la región más fértil y poblada de toda el Asia Central que debe su fertilidad a dos ríos, el Naryn y Kara Daria, que llegan desde el este, uniéndose cerca de Namangan para formar el río Sir Daria.
Dividido en tres repúblicas de la antigua Unión Soviética —hoy en Uzbekistán oriental, Tayikistán septentrional y Kirguistán meridional—, el valle es étnicamente diverso y a principios del siglo XXI fue escenario de varios conflictos étnicos. Los problemas políticos, demográficos y étnicos derivados de esa división artificial en tres estados diferentes se evidenciaron con la caída de la Unión Soviética, convirtiendo el valle de Ferganá en la zona de mayor inestabilidad de Asia Central.
La historia del valle se remonta a más de 2 300 años, cuando su población fue conquistada por los invasores greco-bactrianos, llegados del oeste. Los cronistas chinos datan sus pueblos de hace más de 2100 años, como un camino entre las civilizaciones griega, china, bactriana y parta. Aquí nació Babur, fundador del Imperio mogol, enlazando la región con la moderna Afganistán y Asia del Sur. El Imperio ruso conquistó el valle al final del siglo XIX, y se convirtió en parte de la Unión Soviética en la década de 1920. Sus tres repúblicas soviéticas se independizaron en 1991. El territorio en gran parte sigue siendo musulmana, poblado por personas de las etnias uzbeka, tayika y kirguís, a menudo entremezcladas y que no coinciden con las fronteras modernas. Históricamente ha habido también un número importante de minorías rusa, kashgara, kipchaka, judía de Bujará y romaní.
El masivo cultivo del algodón, introducido por los soviéticos, sigue siendo fundamental para la economía, junto con una amplia variedad de granos, frutas y vegetales. Hay una larga historia de la ganadería, del cuero, y un creciente sector de la minería, incluyendo yacimientos de carbón, hierro, azufre, yeso, sal gema nafta y algunas pequeñas reservas de petróleo conocidas.[cita requerida]

## Geografía y geología
El valle de Ferganá es una depresión intermontana del Asia Central, localizado entre los sistemas montañosos del Tien-Shan, en el norte, y el Gissar-Alai, en el sur. El valle tiene unos 300 kilómetros de longitud y hasta 70 kilómetros de ancho, formando un área de 22 000 km². Su posición lo convierte en una zona geográfica aislada. El valle debe su fertilidad a dos ríos, el Naryn y el Kara Daria, que se unen en el valle, cerca de la ciudad de Namangán, para formar el Sir Daria. Existen numerosos otros afluentes de estos ríos en el valle, incluyendo el río Soj. Los arroyos y sus numerosos afluentes de montaña, no solo suministran agua para el riego, sino también llevan grandes cantidades de arena, que se depositan en sus cursos, sobre todo donde el Sir Daria se abre camino a través de la cresta Juyand-Ajar y forma el valle. Esta extensión de arenas movedizas, con una superficie de 1900 km², bajo la influencia de los vientos del suroeste, invade los distritos agrícolas.
La parte central de la depresión que forma el valle se caracteriza por los bloques de subsidencia, que se calcula tuvo una profundidad de 6−7 km, aunque está en gran parte rellena de sedimentos que varían en edad, siendo los más antiguos los del límite Pérmico-Triásico. Algunos de los sedimentos son carbonatos marinos y arcillas. Las fallas son levantamientos y cabalgamientos. Los anticlinales asociados con estas fallas forman trampas para el petróleo y el gas natural, que se ha descubierto en cincuenta y dos pequeños campos.

### Clima
El clima de este valle es seco y cálido. En marzo, la temperatura alcanza los 20 °C y luego rápidamente se eleva a 35 °C en junio, julio y agosto. Durante los cinco meses que siguen a abril las precipitaciones son raras, pero aumentan en frecuencia a partir de octubre. La nieve y las heladas, hasta -20 °C, se producen en diciembre y enero.

### Divisiones administrativas
El valle está dividido actualmente entre Tayikistán, Uzbekistán y Kirguistán: en Tayikistán es parte de la provincia de Sughd, cuya capital es Juyand; en Uzbekistán está dividido entre las provincias de Namangán, Andiyán y Ferganá; y en Kirguistán tiene partes de las provincias de Batken, Jalal-Abad y Osh; Osh es la principal ciudad de la parte meridional del país.[cita requerida]
Las principales ciudades en el valle son:
- en Uzbekistán: Andiyán, Ferganá, Kokand y Namangán;
- en Kirguistán: Batken, Osh y Jalal-Abad;
- en Tayikistán: Juyand.

| País       | Provincia               | Capital    | Superficie (km²) | Población (hab.) | Dentro del valle |
| ---------- | ----------------------- | ---------- | ---------------- | ---------------- | ---------------- |
| Kirguistán | Provincia de Batken     | Batken     | 17 000           | 469 700          | Parcialmente     |
|            | Provincia de Jalal-Abad | Jalal-Abad | 33 700           | 1 099 000        | Parcialmente     |
|            | Ciudad de Osh           | Osh        | 50               | 265 200          | Totalmente       |
|            | Provincia de Osh        | Osh        | 29 200           | 1 199 900        | Parcialmente     |
| Tayikistán | Provincia de Sughd      | Juyand     | 25 400           | 2 349 000        | Parcialmente     |
| Uzbekistán | Provincia de Andiyán    | Andiyán    | 4303             | 2 805 000        | Totalmente       |
|            | Provincia de Ferganá    | Ferganá    | 7005             | 3 386 000        | Totalmente       |
|            | Provincia de Namangán   | Namangán   | 7101             | 2 504 000        | Totalmente       |
| Total      |                         |            |                  | 14 000 000       |                  |

Notas: 1). El grueso de la población de cada provincia reside en el valle, a pesar del porcentaje de tierra en él; 2). La población corresponde al año 2014, datos de las respectivas agencias nacionales: (Kirguistán), (Uzbekistán), (Tayikistán, 2013)

## Historia

### Antes de la Unión Soviética

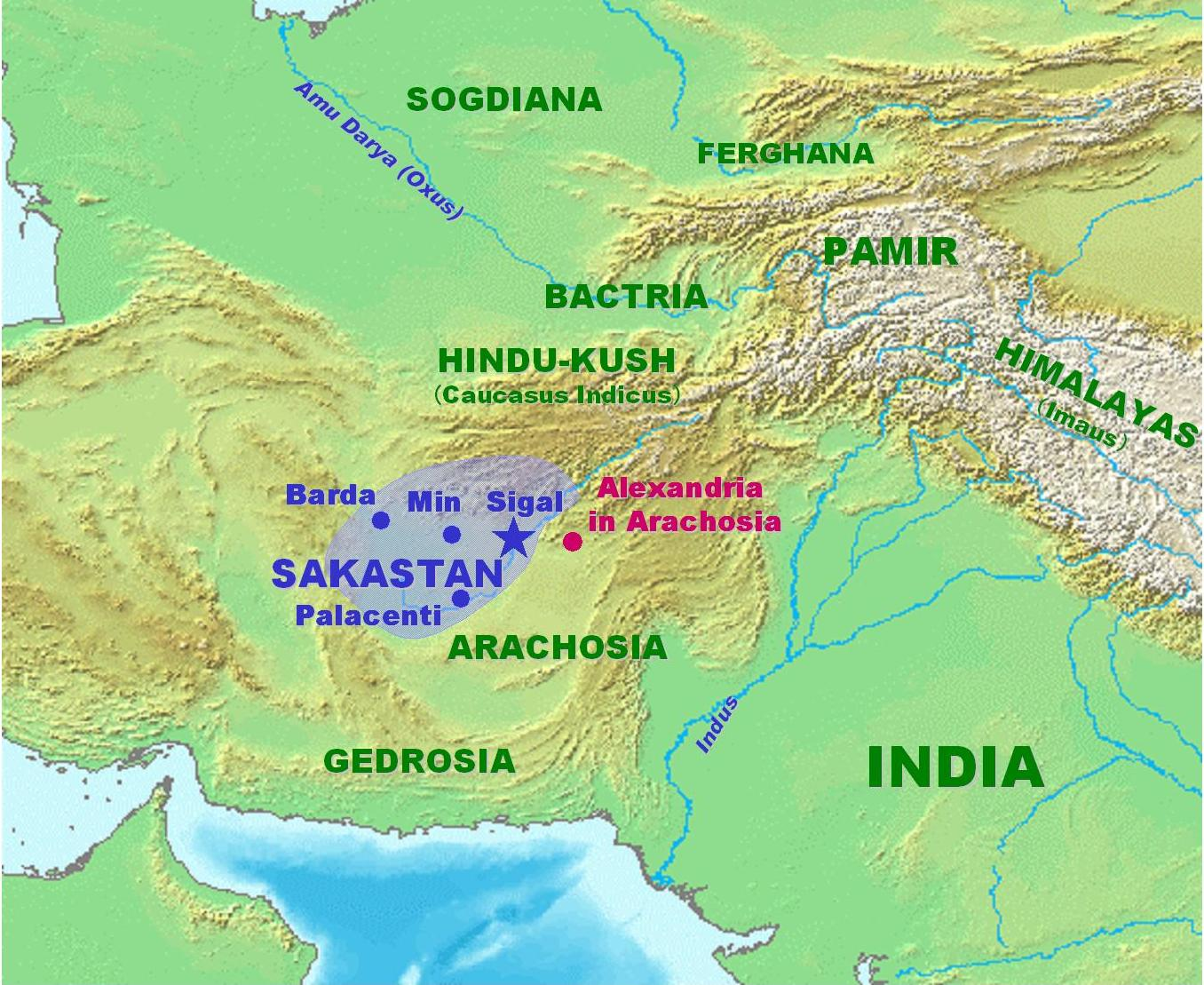
El valle de Ferganá en un mapa que muestra Sakastán hacia el 100 a. de C.

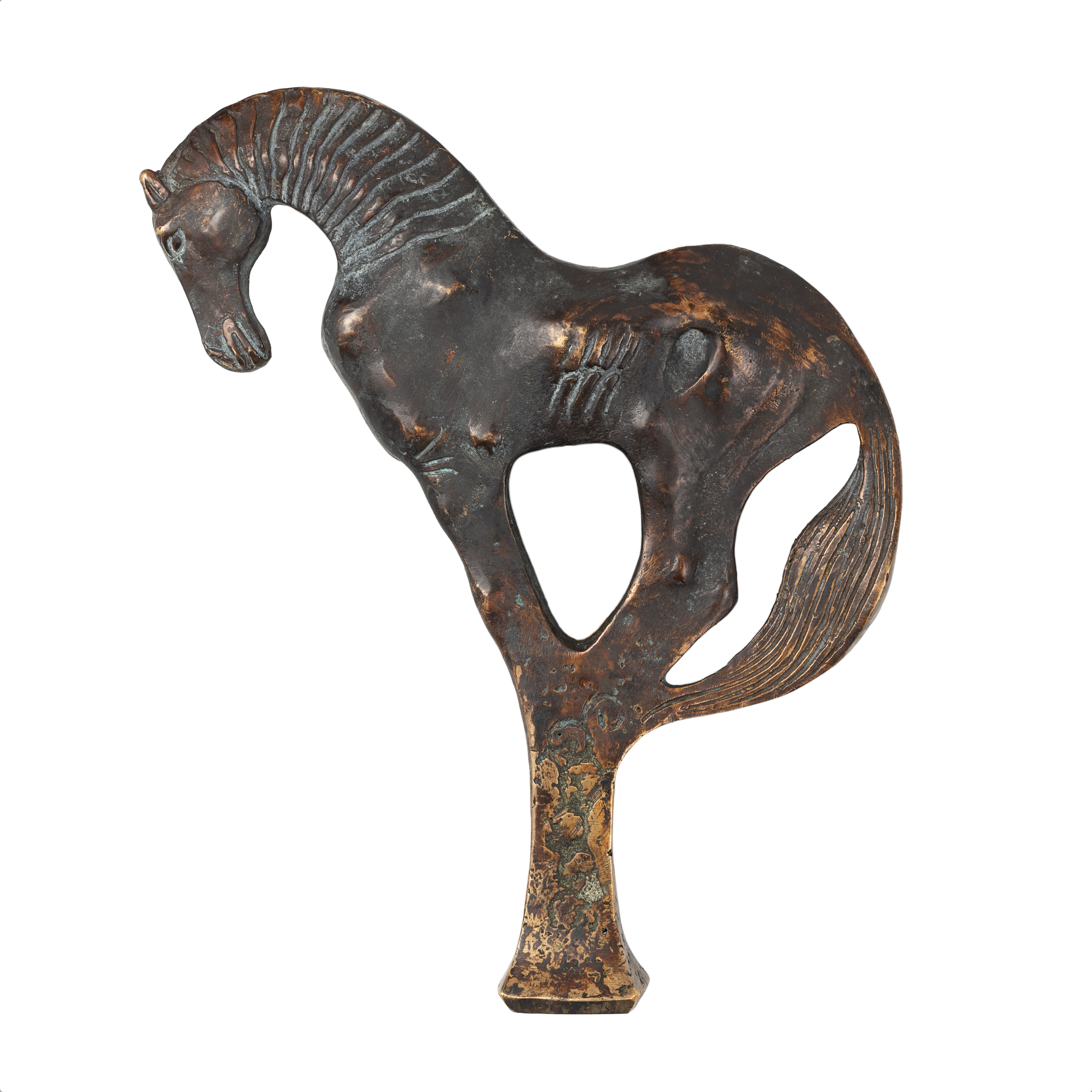
El remate ceremonial de bronce dorado, conocido como el Caballo de Fergana, data del - un símbolo en forma de V de velocidad y victoria.

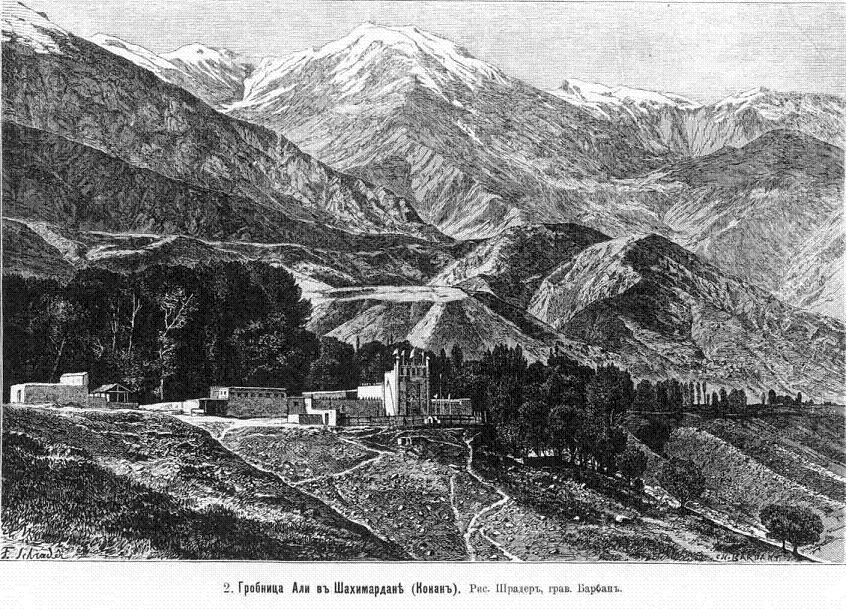
Santuario en el valle de Ferganá,.

Durante la mayor parte de su historia constituyó una sola unidad geográfica y política. En 329 a. C., Alejandro Magno fundó una colonia griega en la ciudad de Alejandría Escate ("La Lejana"), en la parte suroeste del valle de Ferganá, en la orilla sur del río Yaxartes (el actual Sir Daria), en el lugar de la moderna ciudad de Khodjent, en el estado de Tayikistán. Después de 250 a. C., la ciudad probablemente se mantuvo en contacto con el reino grecobactriano centrado en Bactriana, especialmente cuando el Eutidemo rey greco-bactriano extendió su control a los sogdianos. Hay indicios de que desde Alejandría Escate los grecobactrianos pudieron haber conducido expediciones hasta Kasgar y Urumchi, en el Turquestán chino (Sinkiang), dando lugar a los primeros contactos conocidos entre China y Occidente alrededor del 220 a. C.
En la historia de la dinastía Han, situado en los recorridos de Zhang Qian sobre 126 a. C., la región de Ferganá se encuadra como el país del Dayuan (Ta-Yuan), posiblemente descendientes de los colonos de los griegos. Entre 105 y 102 a. C. el emperador Wu ordenó una expedición contra los habitantes del valle, de los 60 000 soldados chinos solo 10 000 sobrevivieron, sin embargo, sometieron con éxito a sus enemigos. Durante el siglo VIII, Ferganá fue el lugar de una rivalidad feroz entre la dinastía Tang de China y la expansión del poder musulmán, llevando a la batalla del Talas en el año 751, que marcó la victoria del islam y la separación de China, de Asia Central.
La influencia del valle de Ferganá en la Ruta de la Seda fue significativa debido a su ubicación estratégica y sus recursos valiosos. Durante la Antigüedad y la Edad Media, Ferganá fue una etapa crucial en esta red de rutas comerciales, famosa por sus minas de jade y sus excelentes caballos. Estos caballos, conocidos como los caballos de Ferganá, eran muy apreciados por su velocidad y resistencia, lo que los convertía en un símbolo de prestigio y poder. El valle de Ferganá fue dominado por diversas civilizaciones a lo largo del tiempo, incluyendo el reino grecobactriano, los tocarios, los wusun, los hunos, los sasánidas, y estuvo bajo la influencia china, especialmente durante la dinastía Tang. También fue controlado por los uigures, los árabes, el Imperio corasmio, el Imperio mongol y los uzbekos. Esta sucesión de dominios refleja la importancia estratégica y económica del valle en la región. La representación más llamativa y confiable del caballo de Ferganá es el pomo escita, ya que los escitas criaban estos caballos y los vendían en el valle de Ferganá. El remate ceremonial de bronce dorado, conocido como el Caballo de Ferganá, data del siglo IV-I a. C. y es un símbolo en forma de V que representa la velocidad y la victoria. Este artefacto no solo destaca la habilidad de los escitas en la cría de caballos, sino también su papel en el comercio y la cultura de la región.
Entre 1709 y 1874 el valle formaba el núcleo del llamado Kanato de Kokand, independiente hasta que en 1875-1876 cayó bajo el control del Imperio ruso.

### Tripartición del valle
Entre 1924 y 1927, la URSS creó artificialmente cinco repúblicas: Uzbekistán, Kazajistán, Turkmenistán, Tayikistán y Kirguistán. Esta división no respetaba la complejidad étnica (formada por uzbekos, kirguís y tayikos), y el gobierno soviético dejó la mayor parte del territorio en el lado uzbeko. Así, una parte central y occidental pasó a formar parte de Tayikistán, ambos extremos de tierras bajas a Uzbekistán y las tierras altas que rodean el valle a Kirguistán.
En los últimos años de la Unión Soviética, la complejidad étnica, la alta densidad de población (entre los 300 y 500 hab./km²) y el hecho de que el valle concentrara gran parte de la producción agrícola e industrial de las tres repúblicas, puso de manifiesto la inestabilidad de la zona al iniciarse disputas por los recursos naturales. Las difíciles comunicaciones viarias y ferroviarias del valle con las respectivas capitales dificultaron el control de los gobiernos centrales y empezaron los conflictos.

### Estallidos de violencia recientes

#### 1989
Durante más de dos semanas, en junio de 1989, la parte uzbeka del valle fue testimonio de la violencia entre la población de origen uzbeko y los turcos mesjetios, un pequeño grupo étnico deportado desde el Cáucaso por Stalin. Se habla de entre 300 y 1000 víctimas, la mayoría turcos mesjetianos, a raíz de una disputa por el precio de las fresas en el pueblo de Kuvasi y las tensiones que emergieron en referencia al acceso a las tierras y el paro juvenil. La mayoría de población mesjetiana abandonó el valle tras el conflicto.
Ese mismo año, también hubo otros dos conflictos entre tayikos y kirguís por la distribución del agua y las tierras en Kirguistán: el conflicto en Smarkandek, y el conflicto de Batken donde hubo violentas tensiones entre refugiados de las dos etnias por las cuotas de agua.

#### 1990: disturbios de Osh
Los años previos a su disolución (1991), algunas tensiones acabaron por derivar en conflictos. Por ejemplo, en 1990 estalló la violencia en Osh y los ánimos solo se apaciguaron con los tanques soviéticos. En este conflicto se unieron los factores de tensiones étnicas, los problemas de redistribución de las tierras agrícolas y los graves problemas económicos (entre los que se incluyen tanto el aumento en el precio de las cosas, sobre todo en alimentación básica, como el aumento en el nivel de paro llegando a más del 20%) para desembocar en un grave conflicto armado. Este conflicto se saldó con más de 300 muertos y más de un millar de heridos según cifras oficiales, aunque es posible que fueran números mayores. A pesar de la posterior calma (aparente) que la URSS (supuestamente) proporcionaba, veinte años después podemos comprobar que Osh vuelve a ser la protagonista de enfrentamientos movidos por las mismas causas (las cuales parecen poder encontrarse en la baja importancia sociopolítica de los ciudadanos uzbekos que se encuentran en esta ciudad de mayoría kirguisa).
Cabe destacar que la división artificial del valle de Ferganá ha provocado la división natural de los grupos étnicos, que hasta esa fecha tenían como base económica los intercambios y las relaciones comerciales entre sí. La actual división no ha hecho más que provocar una inestabilidad latente en el corazón del valle que ha generado conflictos ya durante los últimos años de la URSS. Entre ellos cabría destacar los ya nombrados disturbios de Osh (1990), el Conflicto de Namangán (1991-92), la guerra civil (1992-1997), la masacre de Andiján (2005) y el conflicto del sur de Kirguistán (2010).
Los Estados se crearon sin tener en cuenta la diversidad étnica existente y hundieron por completo las actividades económicas autóctonas. Además, hay que sumar el intento de crear nacionalidades, un concepto absolutamente descontextualizado de Asia Central, y el reparto desigual dentro del nuevo orden de los recursos naturales, sobre todo del agua, que se concentran en los países más pobres. Todos estos nuevos factores, más la pobreza y la superpoblación de determinadas áreas, han llevado a la corrupción estatal y la incompetencia de los regímenes actuales, que centran su política en el nacionalismo exacerbado y la represión. En la actualidad, países como Uzbekistán ven como su inestabilidad política está siendo utilizada por grupos de oposición islámica para crear en la zona un nicho de terroristas.
Actualmente la inestabilidad en la zona sigue latente y en junio de 2010, en Osh, en el valle de Ferganá, se produjo uno de los peores estallidos de combates étnicos entre uzbekos y kirguises. Los disturbios acabaron con la vida de centenares de personas, se destruyeron barrios enteros y hubo un movimiento de 400 000 personas refugiadas. Entre los posibles iniciadores del conflicto podrían encontrarse personas cercanas a Kurmanbek Bakíyev y bandas (Kirguís) o el Movimiento Islámico de Uzbekistán (MIU).
En la actualidad Rusia también recela de la posición de dichos grupos islamistas. Con anterioridad, los movimientos de los grupos islámicos habían sido motivo de preocupación en el valle de Ferganá. En septiembre del 2002, por ejemplo, las fuerzas aéreas de Kirguistán bombardearon el distrito de Batken, persiguiendo dichas guerrillas.

#### El extremismo islámico
La mayoría de la población del valle de Ferganá profesa la versión sunita del islam, mayoritaria en el mundo musulmán. Con la disolución de la Unión Soviética en 1991 (tal y como pasó en la Europa del Este con la religión católica), la religión vive su propio renacimiento y está más presente que nunca en la vida cotidiana.
Así las cosas, empiezan a surgir los movimientos islamistas. El Movimiento Islámico de Uzbekistán tiene una fuerte implantación en el valle de Ferganá y ejerce, a la vez, de principal opositor al gobierno autoritario de Islom Karímov. Este grupo, conocido como MIU, tiene células activas de militantes con bases en Afganistán y Tayikistán, recibe apoyo financiero de los wahhabíes saudíes y de las madrasas pakistaníes y ha utilizado bases en el valle de Ferganá para adiestrar a sus reclutas en técnicas de combate y asesinato mientras les enseñan sesgadas interpretaciones del Corán.
Otro de los grupos más importantes es el Partido de la Liberación Islámica (Hezb-ut-Tahir) que busca la creación de un “califato para Asia Central”.
Con los problemas que se han sucedido en Chechenia y en Afganistán, este auge islamista constituye uno de los principales quebraderos de cabeza tanto para Rusia como para EE. UU, a los que se suma el hecho de que Ferganá es el punto de encuentro de las mafias que trafican con el opio que se produce en Afganistán y que tiene como destino el mercado europeo.
La situación de inestabilidad política que sufre Kirguistán y las posibles ayudas de la comunidad internacional se ven condicionadas también por la percepción de riesgo que suscita el auge de estos grupos.

## Recursos
Los recursos naturales más importantes que posee el Valle de Ferganá son el gas, el petróleo y las minas de jade. Aun así, los recursos que sustentan la base de su economía tradicional son los campos de arroz, patatas y algodón. Estos recursos se encuentran distribuidos de forma desigual, de forma que, algunas de las tres regiones que lo forman, concentran más recursos que otras (por ejemplo, Kirguistán y Tayikistán, por su posición orográfica, aglutinan el agua que en el resto de territorio falta).
Esta concentración masiva del agua por parte de Kirguistán y Tayikistán, la ocupación extensiva del territorio (construcción según la arquitectura tradicional asiática) ha provocado la falta de tierras fértiles, debido al aumento de la población y a la utilización de tierras para la construcción de viviendas. Esta falta de recursos y su desigual distribución entre Uzbekistán, Tayikistán y Kirguistán ha derivado en numerosos conflictos los últimos decenios, algo comprensible si se tiene en cuenta que las bases de la economía del valle se centra en la agricultura y el pastoreo. En el año 2009 la comunidad internacional, a través del Banco Mundial, aprobó un crédito de 65,54 millones de dólares destinados al desarrollo de la agricultura mediante nuevas infraestructuras para mejorar el acceso y la distribución del agua en el valle.
Un ejemplo de estas desigualdades en los recursos naturales de la zona, podemos verlo reflejado en diferentes conflictos que suceden entre los diversos países por el control de los recursos. Podemos poner como ejemplo de esto la tensión y actos violentos que se produjeron en marzo de 2010 entre Kirguistán y Uzbekistán por la construcción de una presa en el primer país; esto provocó el cierre del paso de Kara-Suu-Avtodorozhny ya que Uzbekistán entendía que esto le iba a perjudicar ya que supondría una reducción de agua para su estado, con la consiguiente perdida económica para su sector económico más importante, el algodón. Días después del cierre, guardias fronterizos kirguizos detuvieron a varios ciudadanos uzbekos, acusándoles de cruzar ilegalmente la frontera. Además, poco después, fuerzas kirguizas mataron a un ciudadano uzbeko e hirieron a otro en la provincia de Batken. «Desde comienzos de 2010, se han registrado varios incidentes violentos en torno a la frontera, con implicación de guardias fronterizos de ambos países. Según activistas de derechos humanos locales, no hay rendición de cuentas en ninguno de los países por los abusos cometidos».